# Anders B. Liljefors

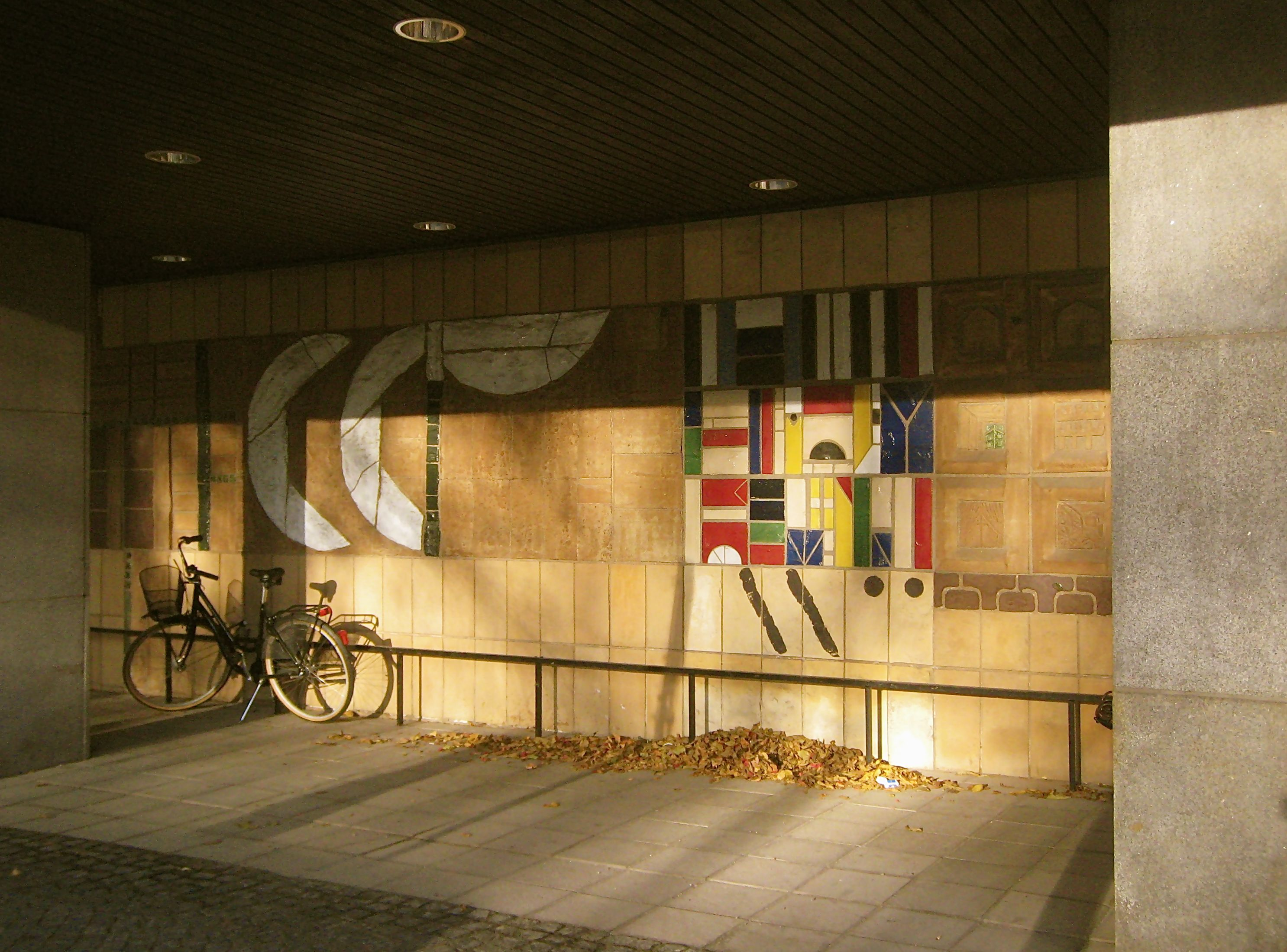
Väggrelief på Skogsindustrihuset, Karlavägen 31 i Stockholm, tillsammans med Signe Persson Melin

Anders Bruno Liljefors, född 7 augusti 1923 i Auburn, New York, USA, död 16 augusti 1970 i Siklós, Ungern, var en svensk keramiker, skulptör och målare.
Anders B. Liljefors var sonson till Bruno Liljefors och utbildade sig i skulptur på Edward Berggrens målarskola för Ivar Johnsson, i måleri för Isaac Grünewald samt vid Det Kongelige Danske Kunstakademi i Köpenhamn. Han var anställd vid Gustavsbergs porslinsfabrik 1947-1953 samt 1955-1957.
Liljefors introducerade en teknik med sandgjuten keramik, vilken kunde användas för att skapa skulpturer i keramik. Hans föremål med skrovlig lera under tjock och grov glasyr bröt mot den då förhärskande formen i keramiktillverkning och uppfattningen om god smak. Han var en av de första som utvecklade keramik från konsthantverk till konst.
Liljefors arbetade sammanlagt i tio år vid Gustavsbergs fabriker. Därefter flyttade han till Blekinge och var från 1963 bosatt på Knösö udde i Blekinge skärgård, där han arbetade i egen ateljé. Liljefors avled hastigt i hjärtinfarkt under ett keramiksymposium i Ungern 1970.
Liljefors är representerad på bland annat Victoria & Albert Museum i London Nationalmuseum, Röhsska museet och Vänersborgs museum.
| ”               | Han har kallats vulkan, fribytare och revolutionär. ....Anders Bruno Liljefors slog hål i ytan på 50-talets svenska stil. Det skulle vara perfektion, rena linjer och serieproduktion, men Liljefors var tvärtom: oborstad, skev, rastlös. Det är just hans febriga sökande genom materialen som gör honom spännande och aktuell i dag. Han glömdes bort efter sin död, 47 år gammal, och kunde ha förblivit en kuriositet i keramikhistorien om inte hans bästa keramik fortfarande hettar och vibrerar av oro. | „ |
| – Petter Eklund | |   |

## Offentliga verk i urval
- Utsmyckning av korridorvägg i Vällingby skola, keramik, 1954, tillsammans med Egon Möller-Nielsen, Sven-Erik Fryklund och Elis Eriksson
- En 450 m² stor keramisk vägg i Folkets Hus i Stockholm, 1959-60, tillsammans med Signe Persson-Melin
- Keramisk väggrelief på Skogsindustrihuset, Karlavägen 31 i Stockholm, omkring 1960, tillsammans med Signe Persson Melin